# Giovanni Battista Pittoni
Pour les articles homonymes, voir Pittoni.
Giovanni Battista Pittoni ou Giambattista Pittoni (Venise, 1687-1767) est un peintre italien rococo, qui a été actif dans sa ville natale au XVIIIe siècle.

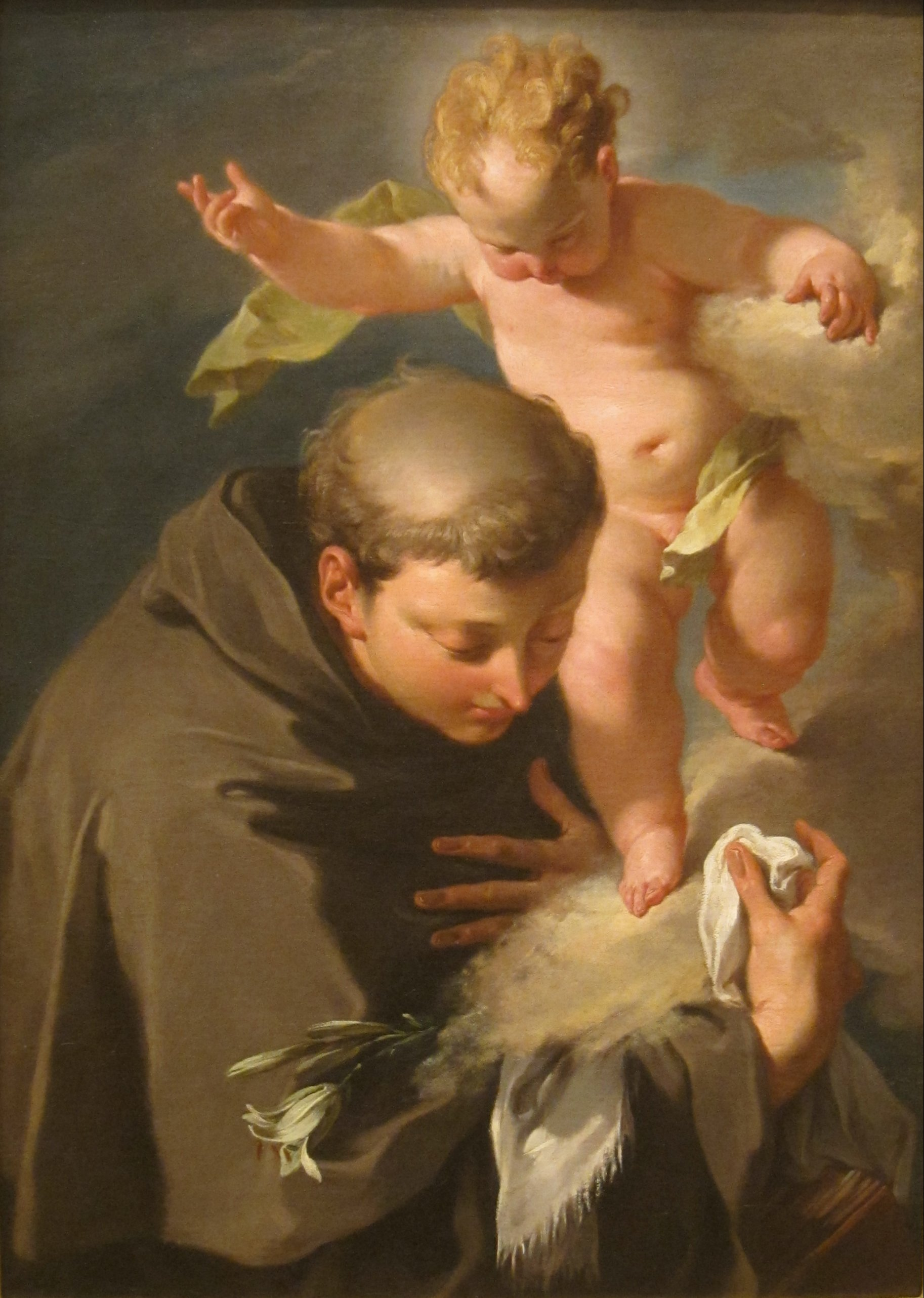
La Vision de Saint Antoine de Padoue, Musée de San Diego, Californie, États-Unis

## Biographie
Giovanni Battista Pittoni est l'élève de son oncle Francesco Pittoni jusqu'en 1713. Sur les conseils de Pietro Guarienti, il expose son travail au public, à l'âge de 26 ans et son succès surpasse celui de son oncle.
Alors que Pittoni a toujours vécu à Venise, son intérêt pour l'art français s'explique par le voyage à Paris en 1720 de son oncle, de Rosalba Carriera, Giovanni Antonio Pellegrini, et Anton Maria Zanetti. Il a étudié aussi le travail d'artistes tels que Ricci.
Son travail devient largement connu dans toute l'Italie et au-delà, y compris la Bohême, l'Espagne et la Pologne. Il réalise des commandes pour l'Irlandais Owen Swiny, et des clients russes et autrichiens. Il travaille pour Johann Matthias von der Schulenburg, Friedrich August I, électeur de Saxe et Clément-Auguste de Bavière, électeur de Cologne.
Il est cofondateur de l'Accademia di Belle Arti di Venezia (en compétition à la Fraglia ou guilde des peintres) avec Giambattista Tiepolo et Giovanni Maria Morlaiter, et il succède à Tiepolo en tant que président de 1758 à1761.
Son élève, le peintre bohème Anton Kern, a contribué à diffuser son style en Europe centrale, et Cesare Ligari dont le chef-d'œuvre est au Palazzo Malacrida de Morbegno, un ancien port de la Valteline, est lui aussi un de ses élèves.
Déjà oublié à la fin du XVIIIe siècle, il n'a été redécouvert et connu que dans la première moitié du XXe siècle.

## Œuvre
Il est connu pour ses grandes toiles représentant des sujets religieux, historiques et mythologiques.
Ses premières œuvres révèlent l'influence des grands maîtres vénitiens, comme Tiepolo, Giovanni Battista Piazzetta, et de peintres contemporains tels que Balestra et Sebastiano Ricci, tandis que son style est particulièrement proche de celui de Nicola Grassi et Bencovich.
Son travail évolue vers un style rococo français caractérisé par une utilisation sophistiquée et élégante de la couleur. De nombreux retables sont visibles dans les églises de Vicence, Padoue, Bergame, Brescia et Venise. Le retable de l'église de Santa Corona à Vicence La Vierge à l'enfant avec les saints et Pie V est de style rococo mais, comme Boccazzi l'a noté en 1979, il révèle également l'intérêt de Pittoni à explorer de nouvelles directions, comme l'indique sa palette de plus en plus sombre et basée sur le clair-obscur.
A l'étranger, il travaille pour le château de Schönbrunn à Vienne, le palais royal de San Ildefonso, La Granja, en Espagne, et pour l'église Mariacki à Cracovie. Clément-Auguste de Bavière lui commande  deux retables, en 1734 pour l'église du château de Bad Mergentheim et en 1739 pour l'église du monastère augustinien de Dießen am Ammersee.
Parmi ses œuvres tardives figurent celles peintes pour les églises de San Cassiano et San Giacomo dell’Orio à Venise. Il évolue vers le néoclassicisme.
La Gallerie dell’Accademia, le musée Correr, et la Fondazione Cini à Venise ont tous une collection de dessins de têtes, d’animaux et d’autres figures de Pittoni.
- Eliézer et Rébecca, vers 1725, musée des beaux-arts de Bordeaux.
- le Supplice de saint Thomas, Église San Stae, Venise.
- Mort d'Agrippine et Mort de Sénèque, Gemäldegalerie Alte Meister, Dresde.
- Le Sacrifice d'Isaac (1720), Église San Francesco della Vigna, Venise.
- Saint Jérôme et Saint Pierre d'Alcantara,
- Vierge avec des saints (1723-1724) 'retable), Église Santa Corona, Vicence.
- Vierge et des Saints, retable, église de San Germano dei Berici.
- Mort de Sophonisbe, Musée Pouchkine, Moscou.
- Annonciation (1756-1757), Accademia, Venise[3].
- Descente de la Croix (v.1750), Palais californien de la Légion d'Honneur, San Francisco.
- Le Sacrifice de Polyxène (1733-1734), Getty Museum, Los Angeles.
- Diane et Actéon, Palazzo Chiericati, Vicence.
- Sacrifice de Jephté, Palais royal, Gênes.
- Charité de sainte Élisabeth, Musée des beaux-arts, Budapest.
- Le Christ et Saint Pierre, Ashmolean Museum, Oxford.
- Portrait du cardinal B. Roverella, Accademia dei Concordi, Rovigo.
- Jupiter protège la Justice, la Paix et la Science, Plafonds décoratifs, Ca' Pesaro, Venise
- Monument allégorique à la gloire d'Isaac Newton, (v.1727-29), Fitzwilliam Museum, Cambridge.
- Nativité, huile sur toile, 74 × 56 cm, Musée des beaux-arts, Quimper.
- Lapidation de saint Étienne, deuxième volet gauche du retable de l'église Sainte-Marie de Dießen am Ammersee.
- Au Musée du Louvre :
  - Jésus-Christ donnant les clefs du paradis à saint Pierre (1730-1735)
  - La Continence de Scipion (1733-1735).
  - Suzanne et les Vieillards (1723-1725).
  - Tombeau allégorique de l'Archevêque John Tillotson (1630-1694) (1726-1727).
  - Dionysos et Ariane (1720-1725).
  - Mars et Vénus (1720-1725).
  - Polyxène devant le tombeau d'Achille (1733-1735).
  - Didon fonde Carthage.

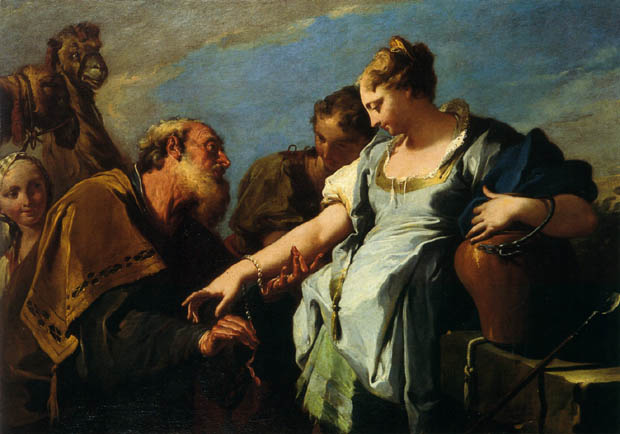
Eliézer et Rébecca
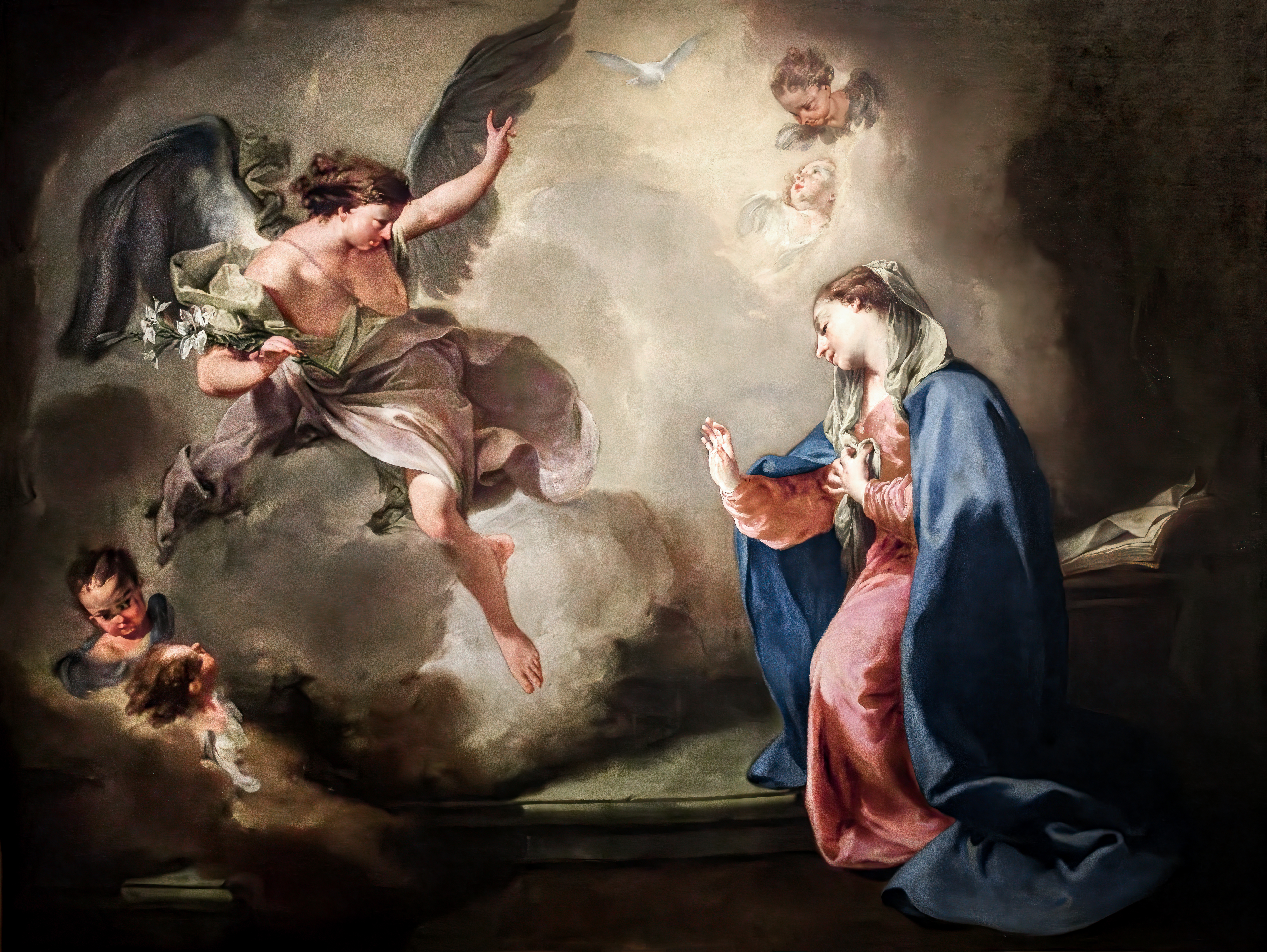
Annonciation
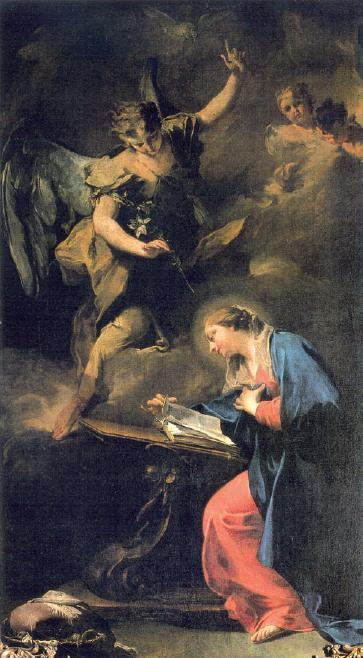
Annonciation
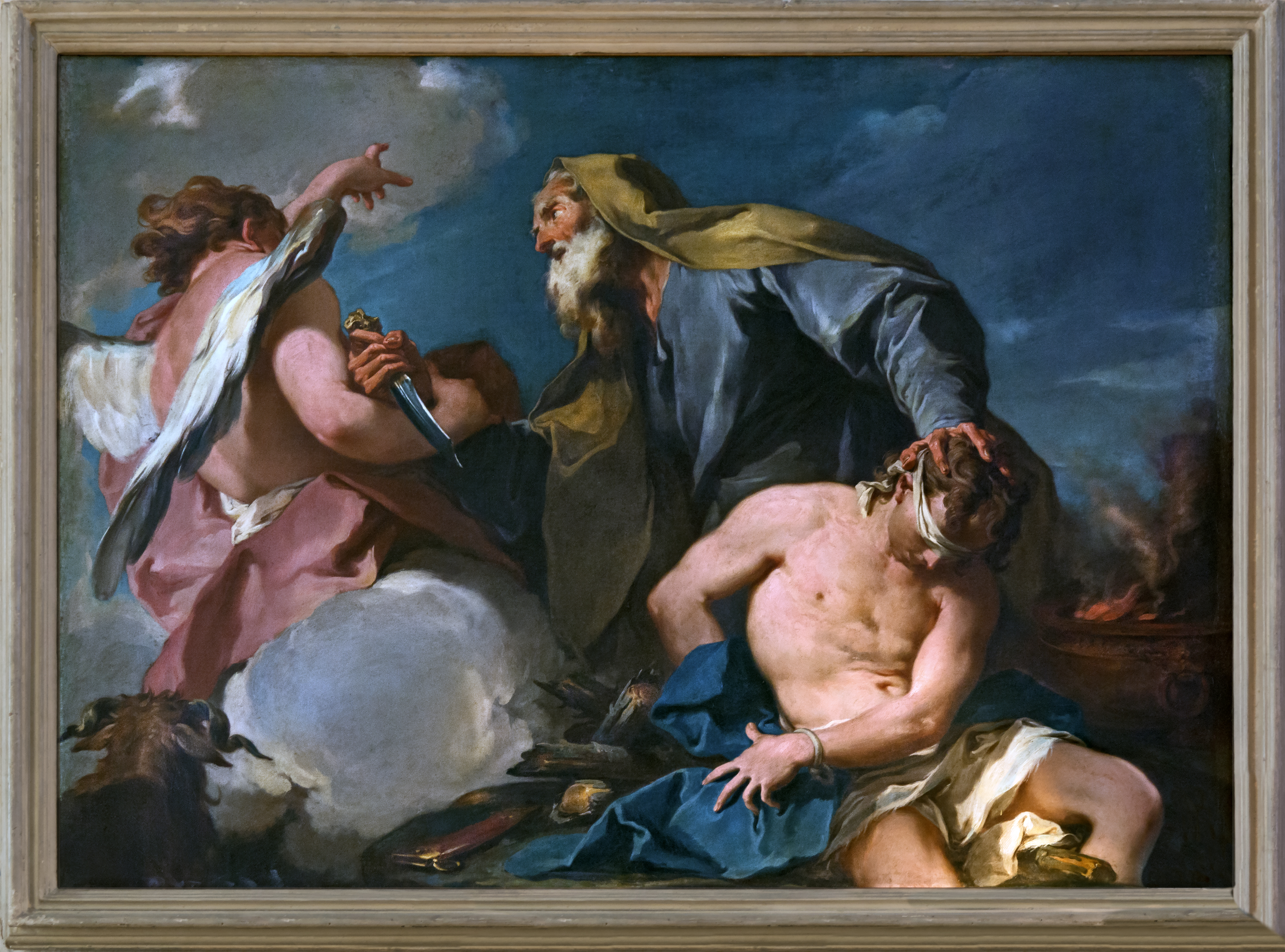
Le Sacrifice d'Isaac
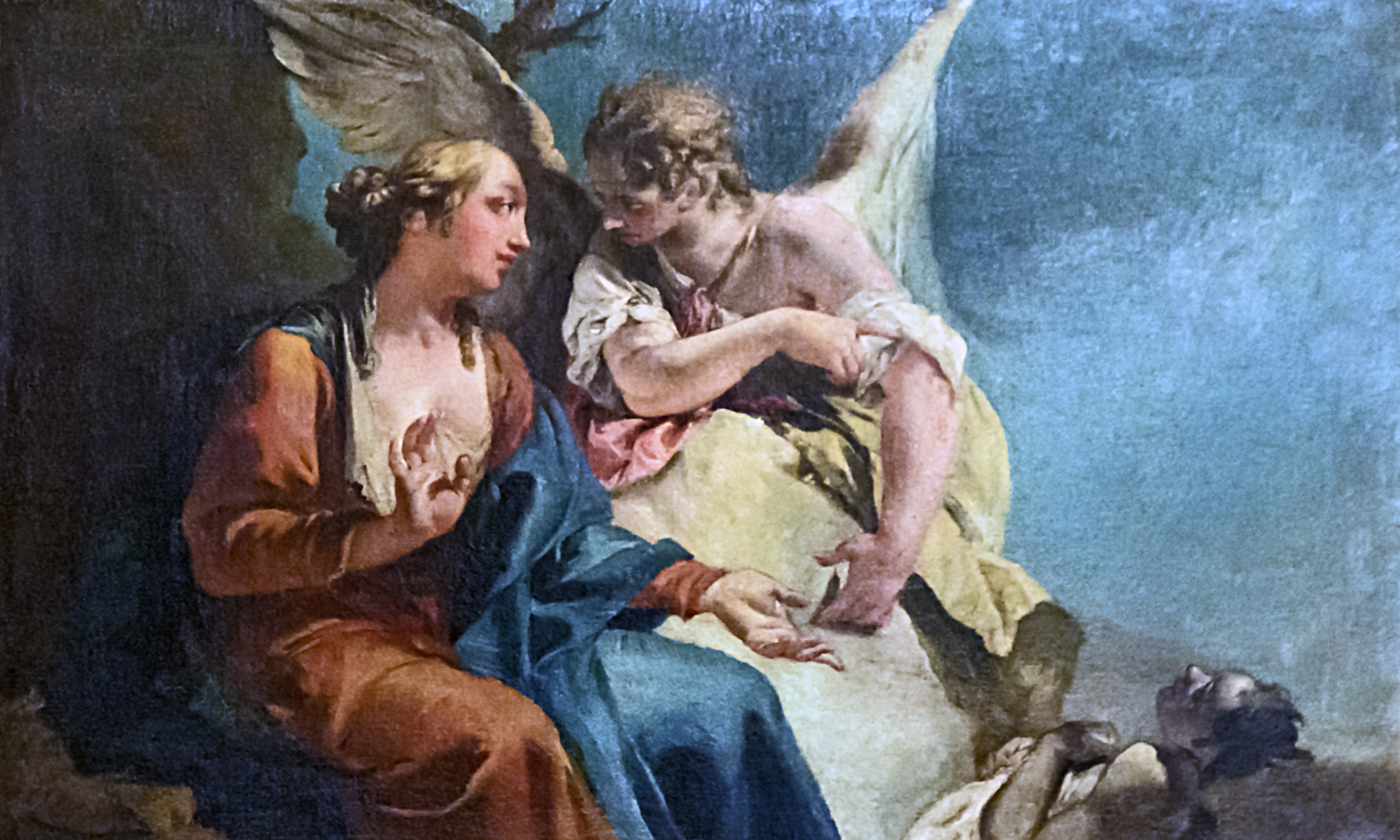
Agar dans le Désert
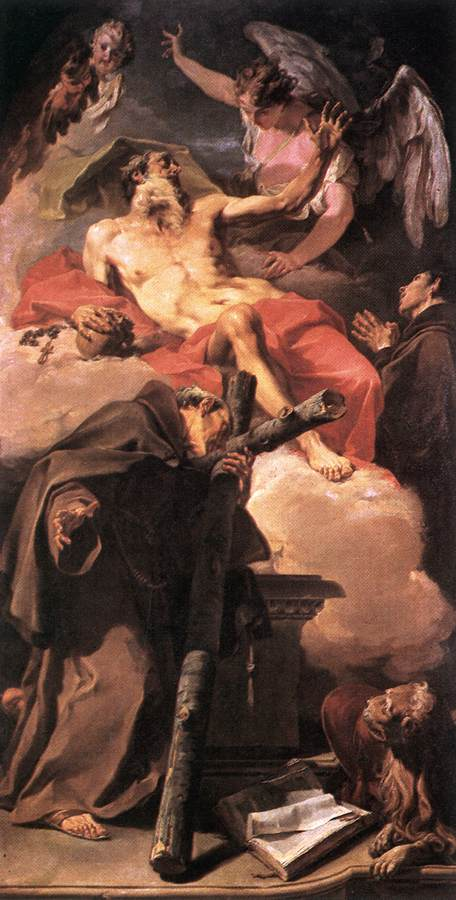
Saint Jérôme et Saint Pierre d'Alcantara
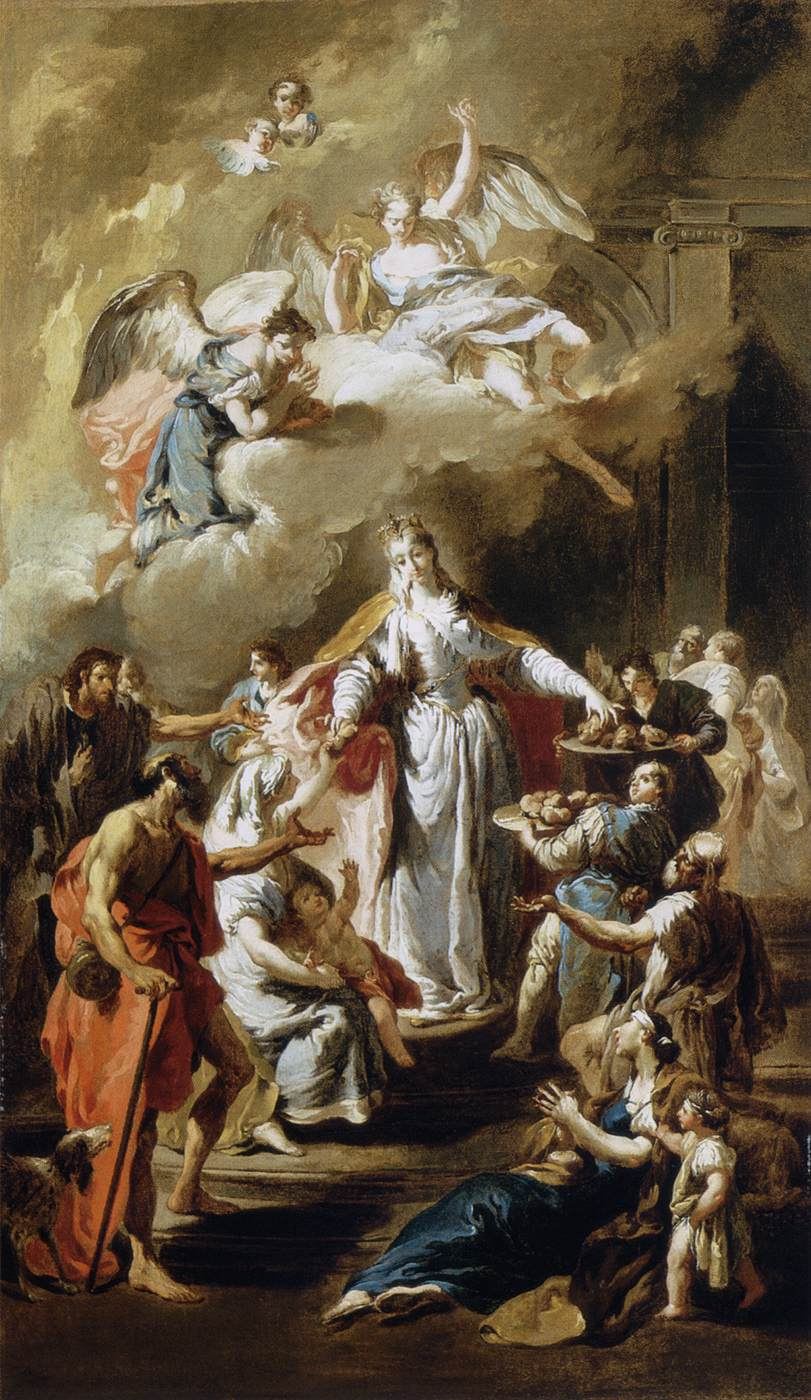
Élisabeth distribuant l'aumône
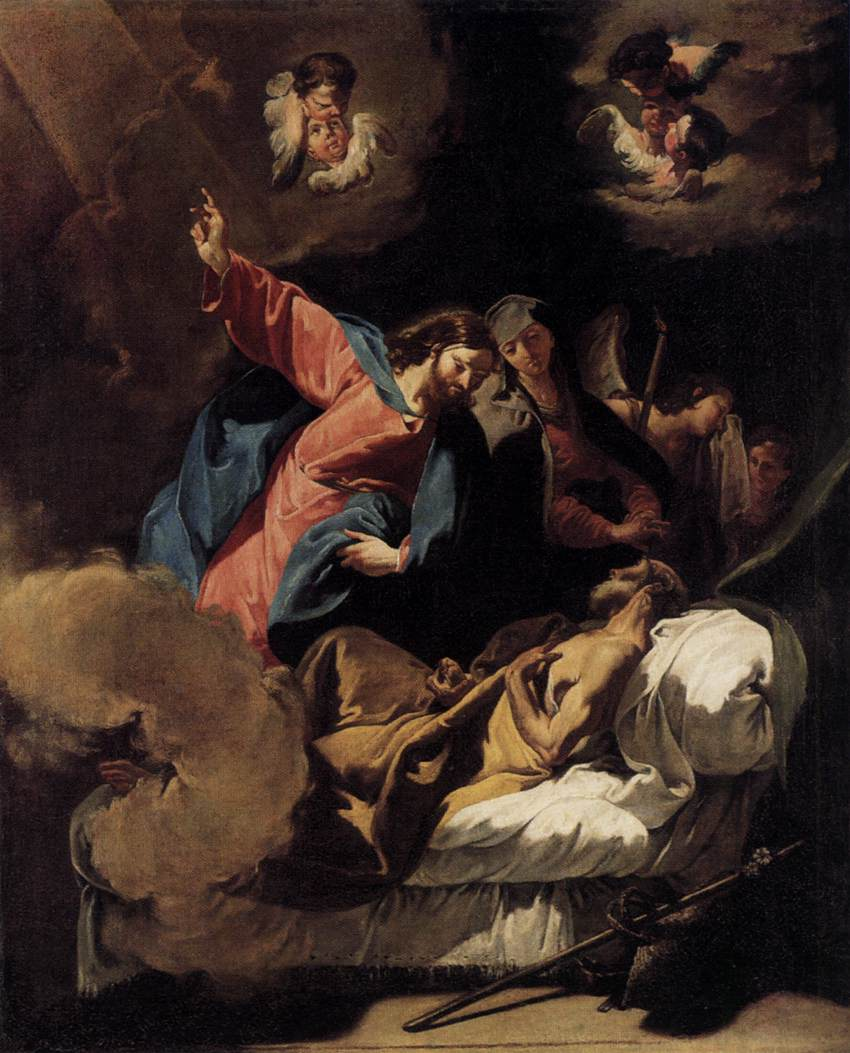
La Mort de Joseph
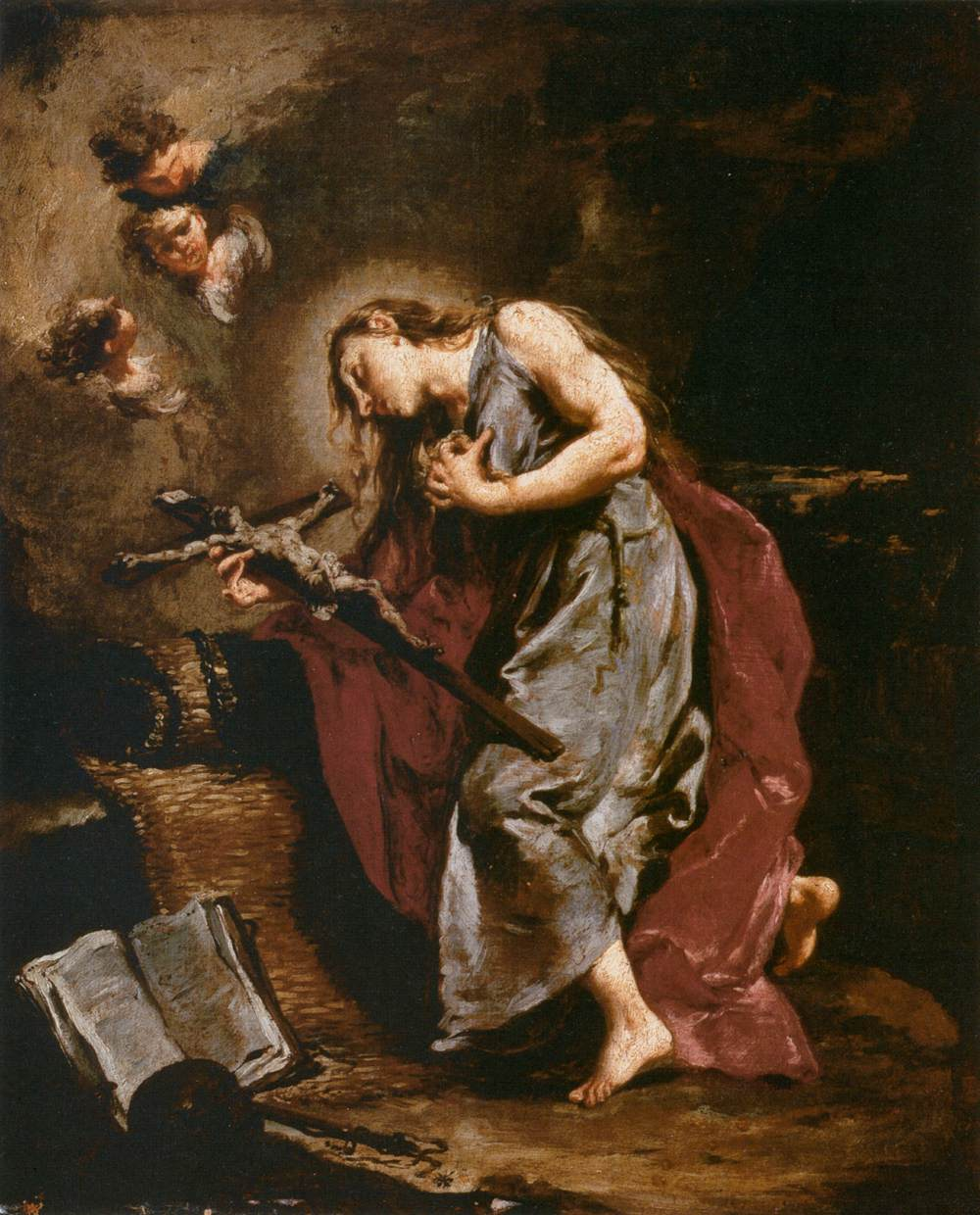
La Madeleine Pénitente
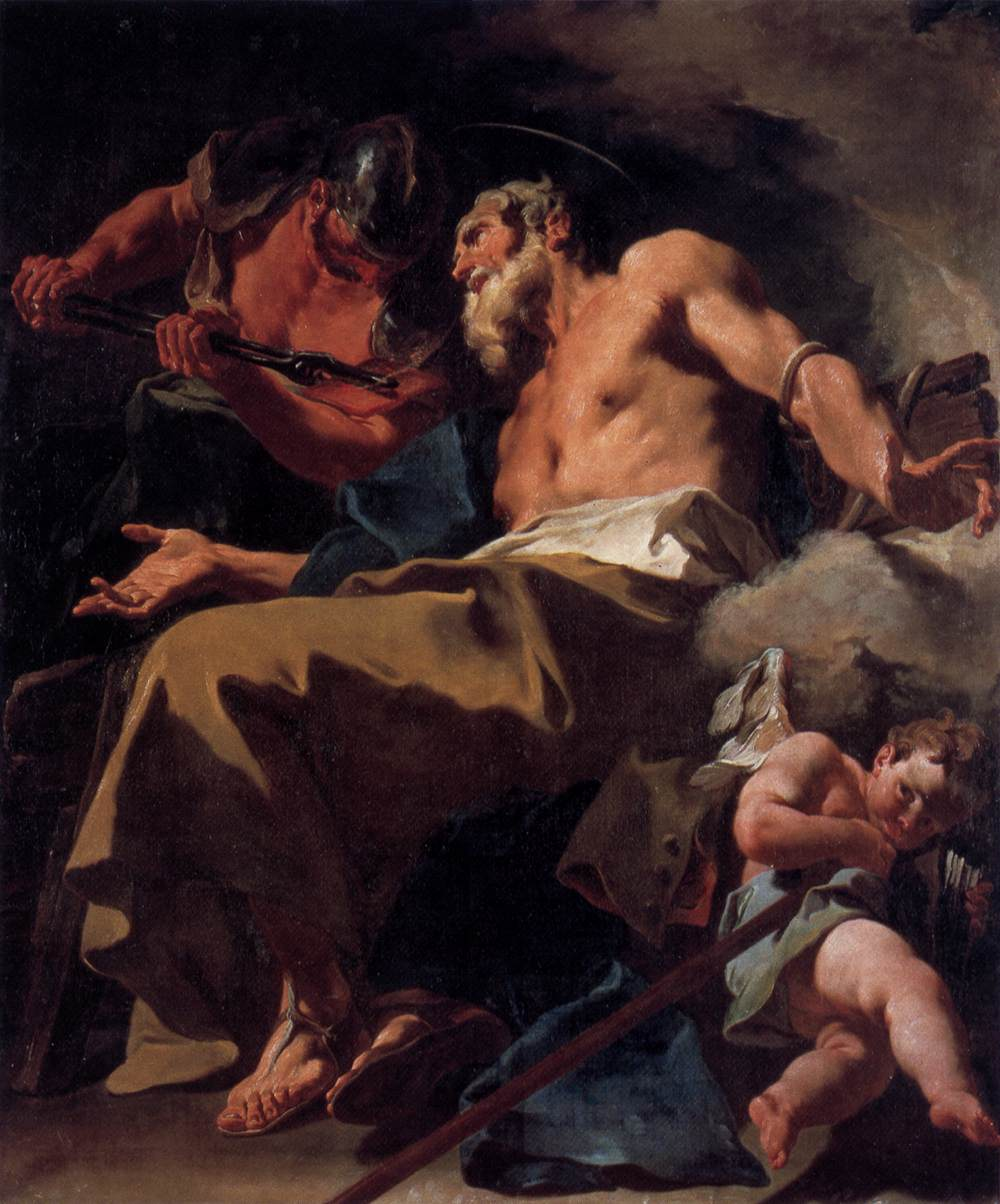
Le Supplice de saint Thomas
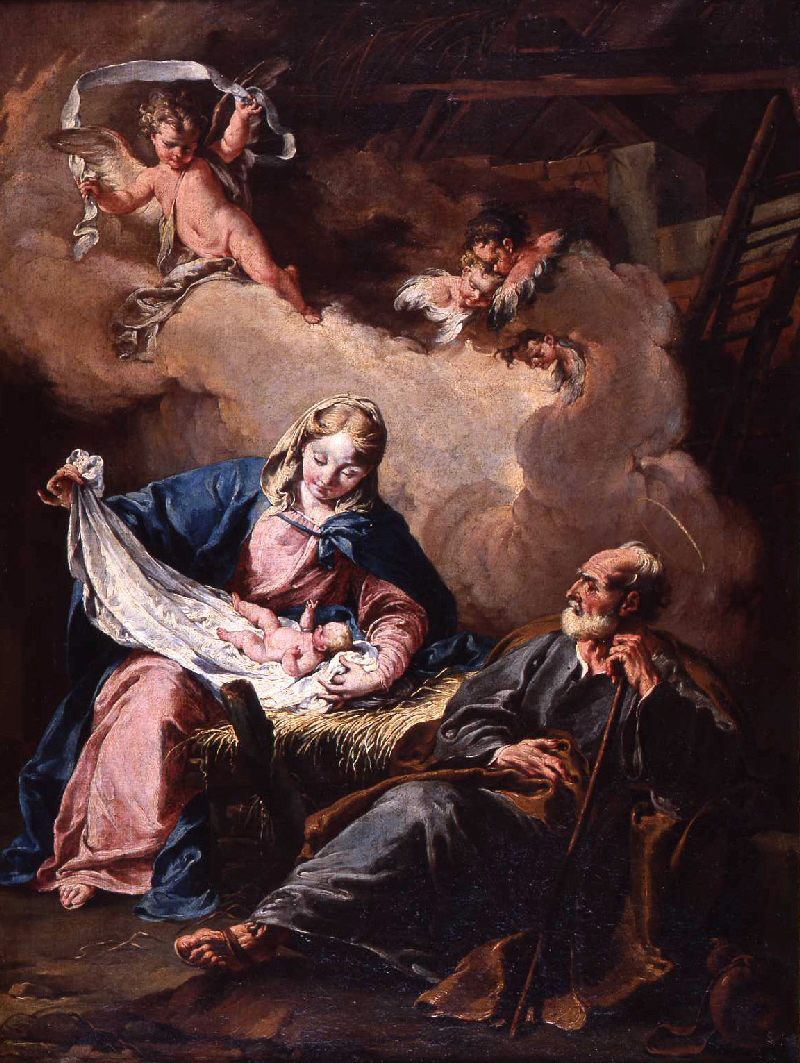
La Nativité
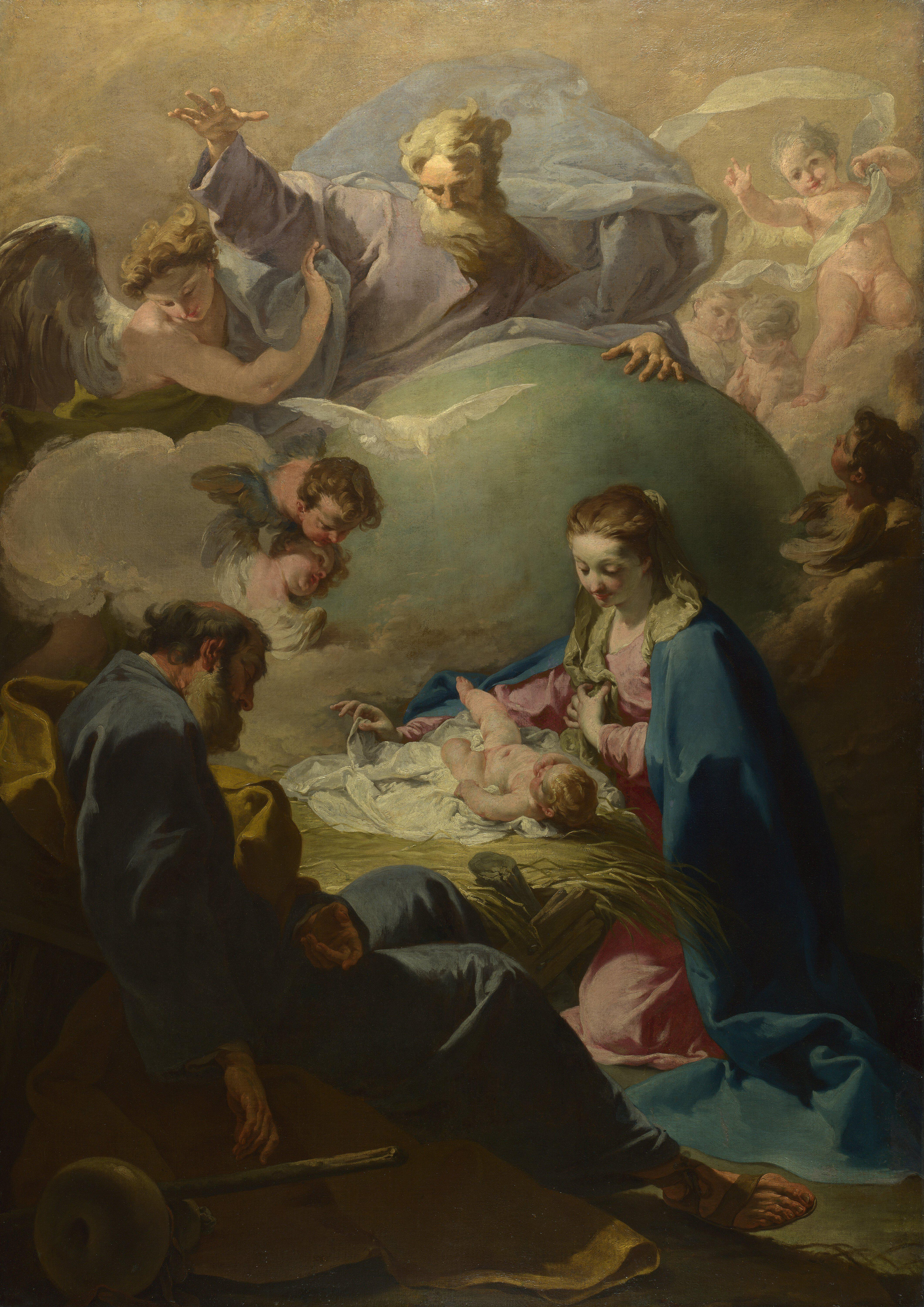
Nativité avec Dieu le Père et l'Esprit Saint
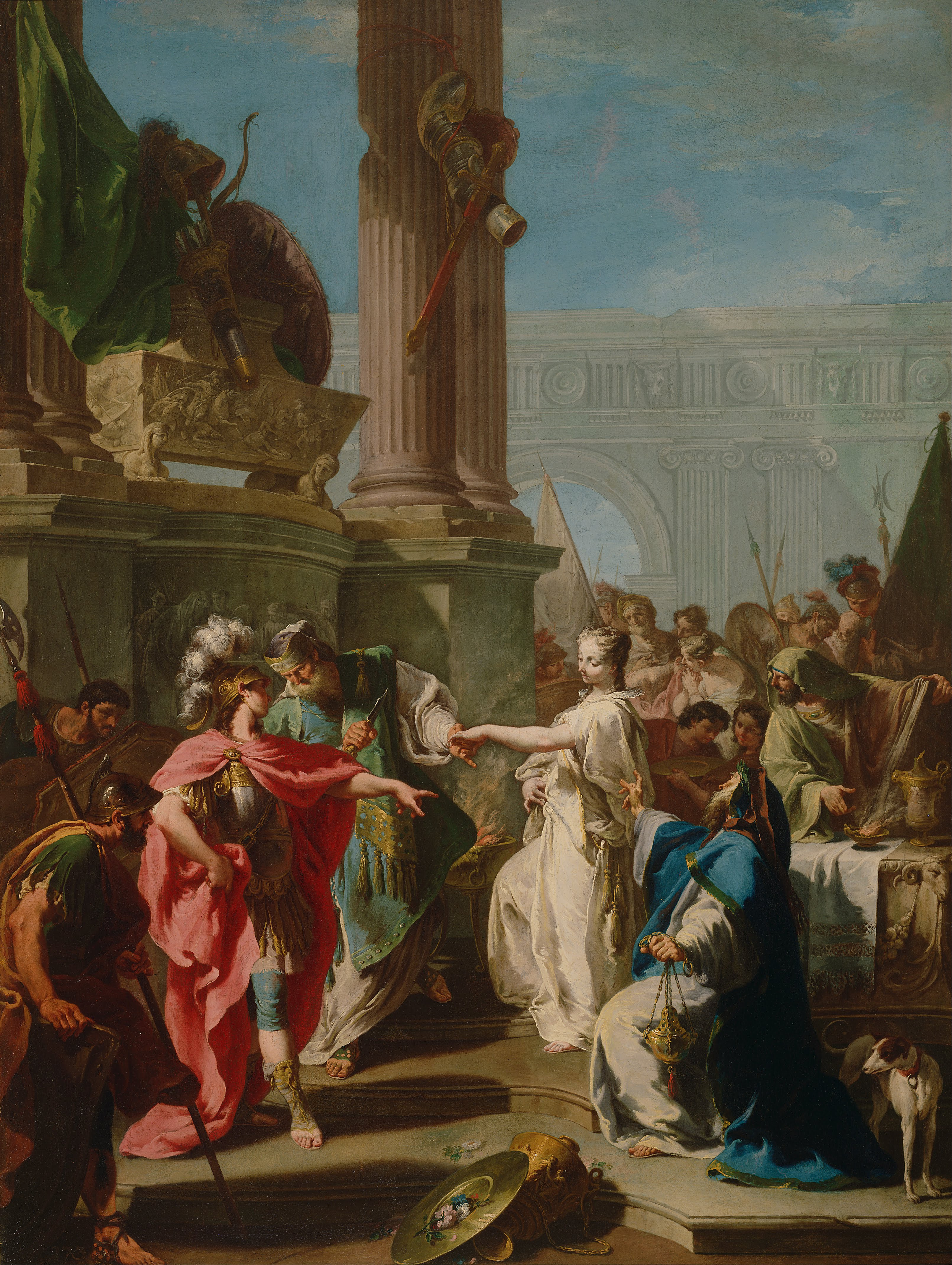
Le Sacrifice de Polyxène
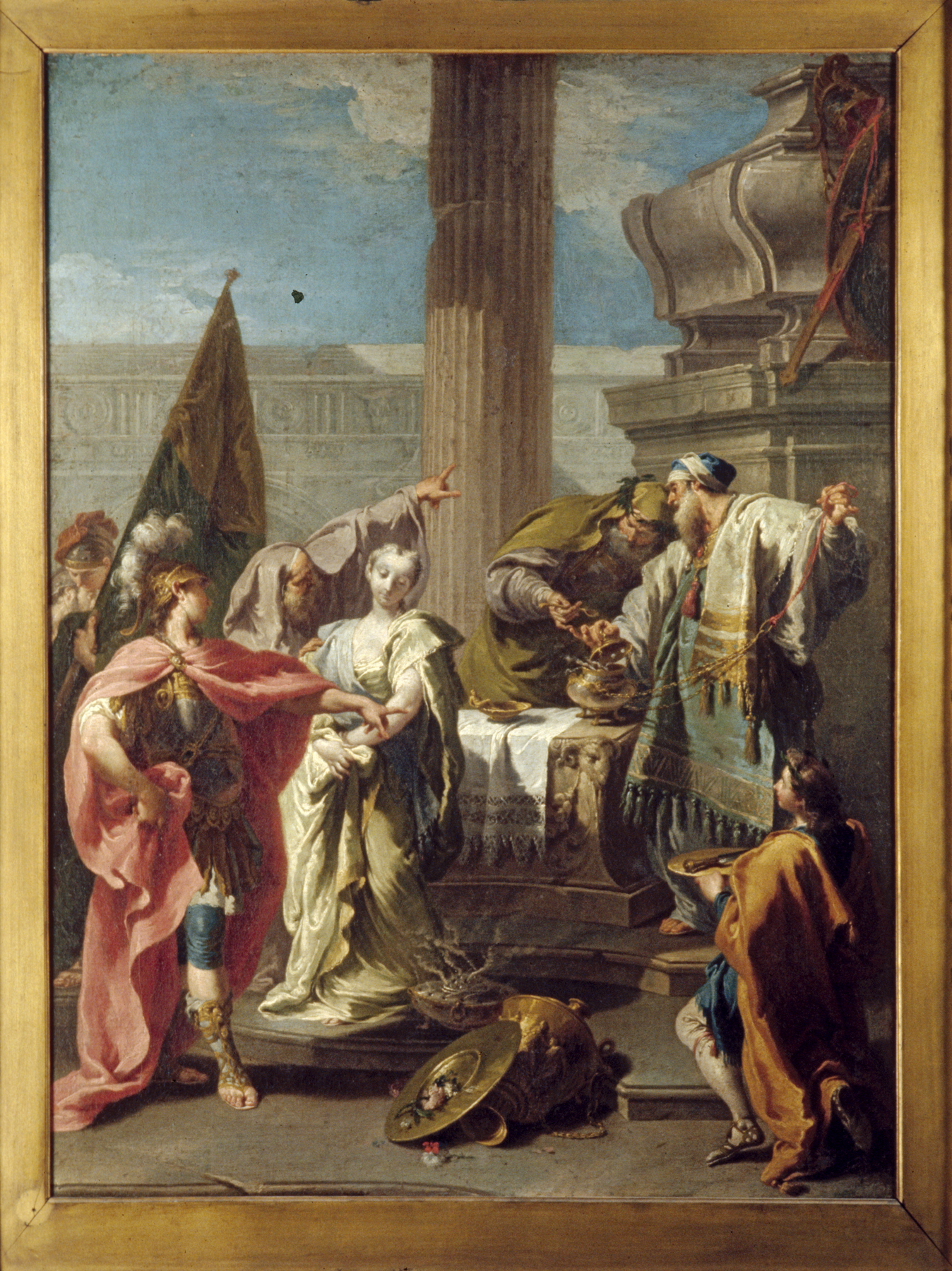
Le Sacrifice de Polyxène au tombeau d'Achille
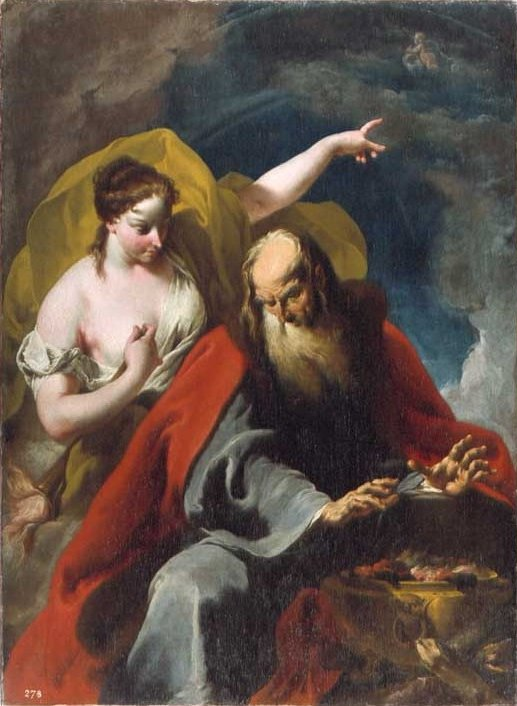
Allégorie de l'Été et l'Hiver
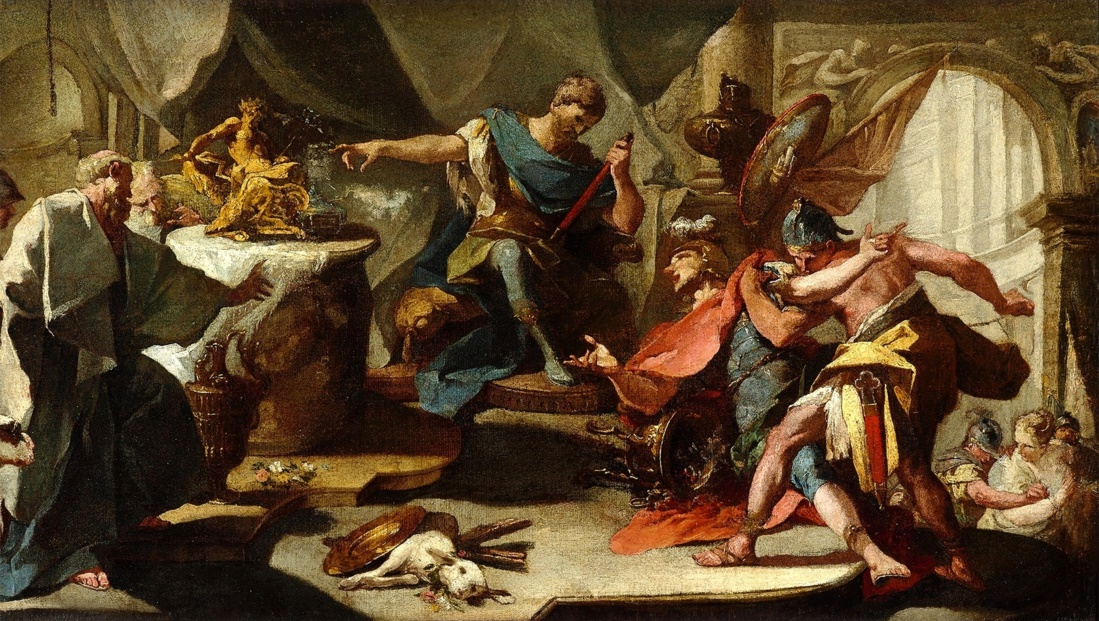
Saint Eustache
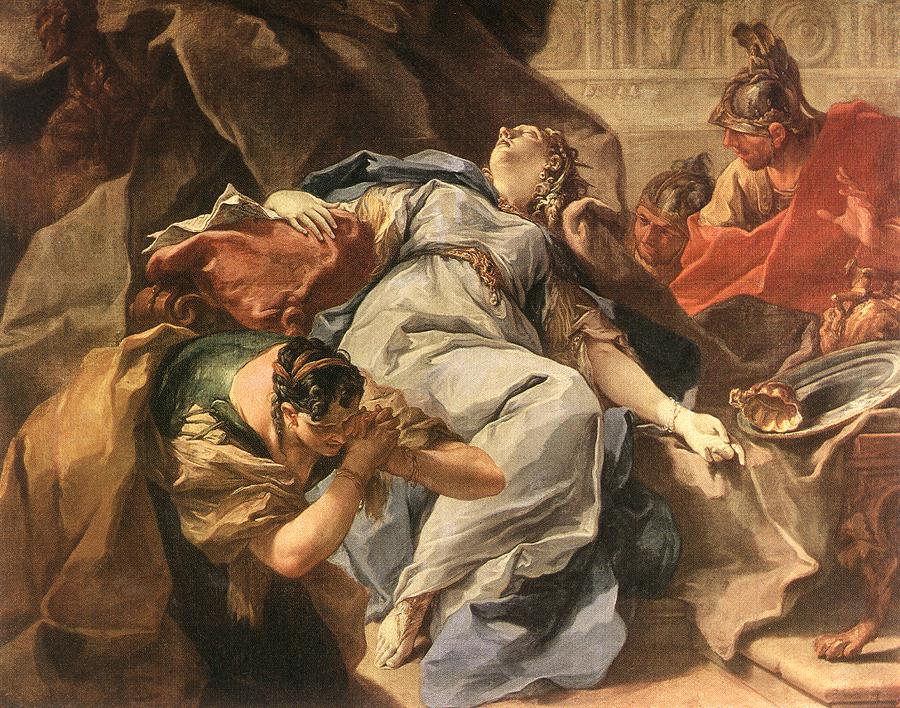
Sophonisbe
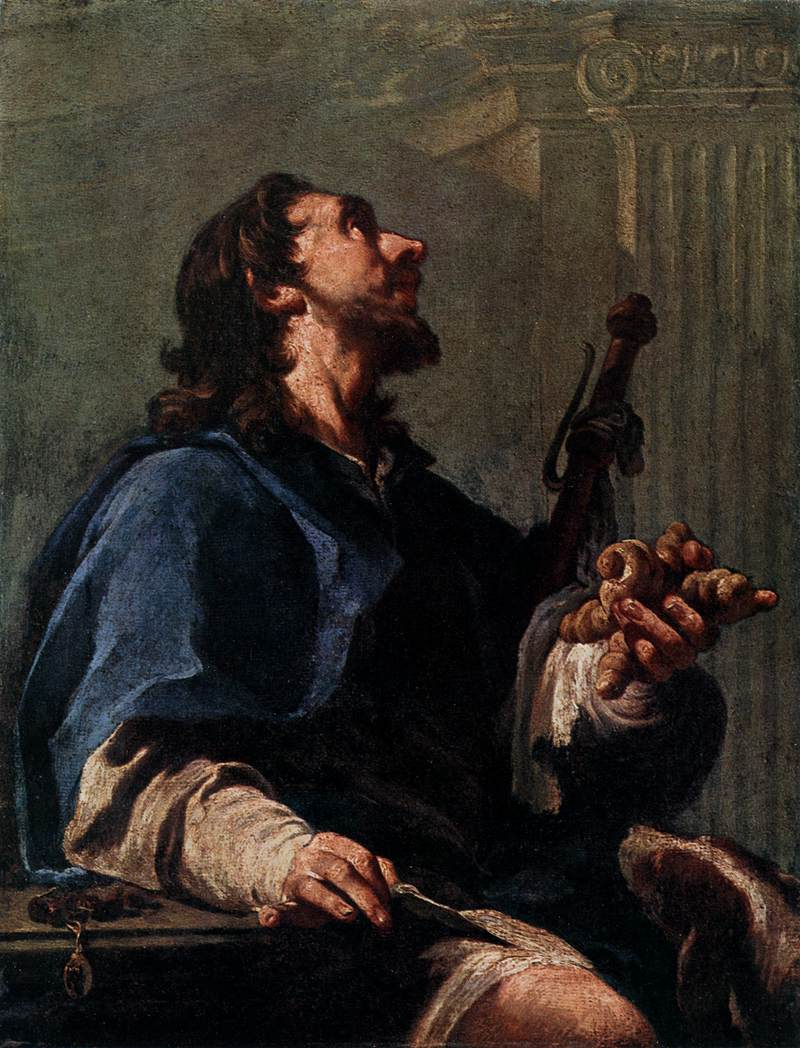
Saint Roch
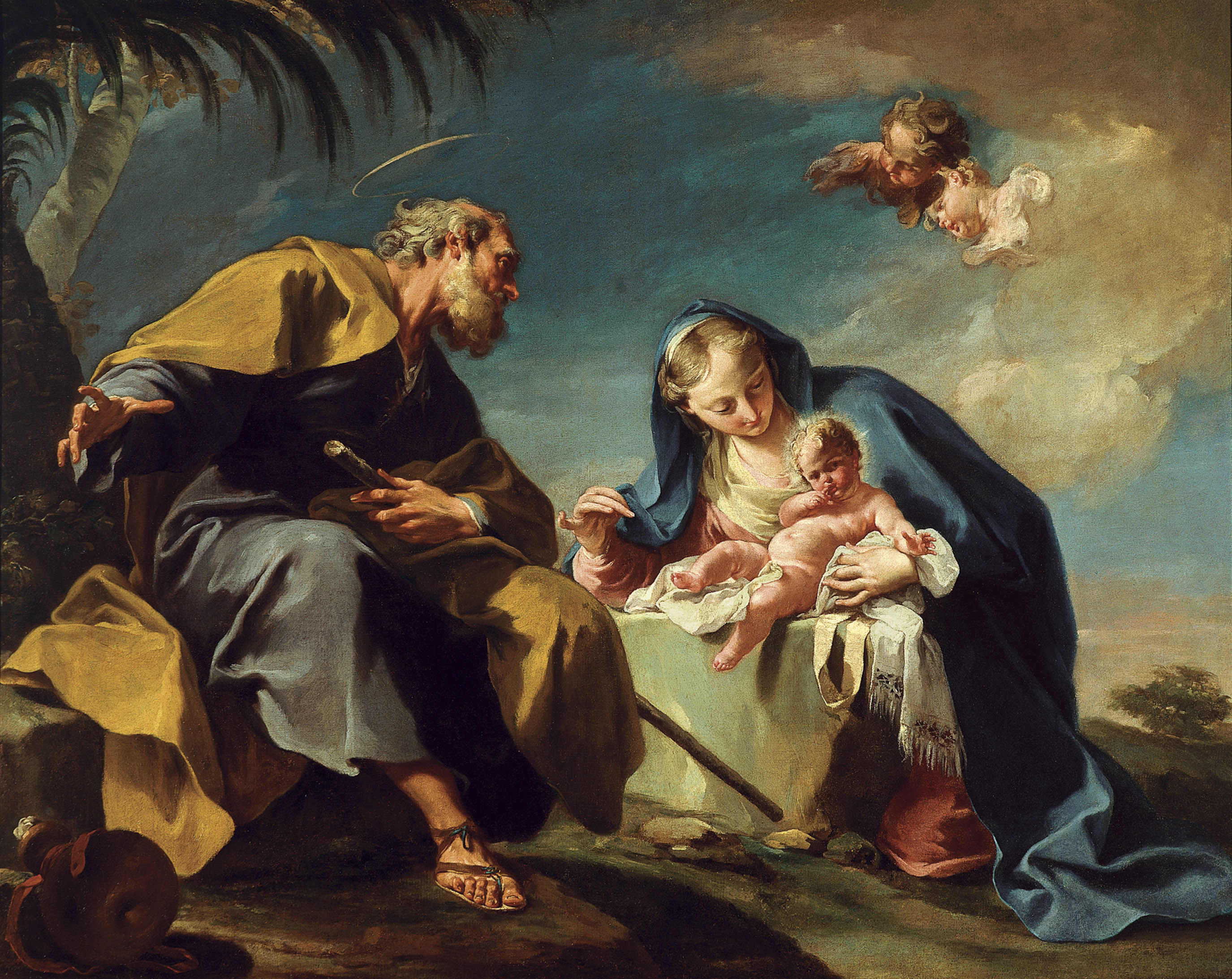
Repos pendant la Fuite en Égypte
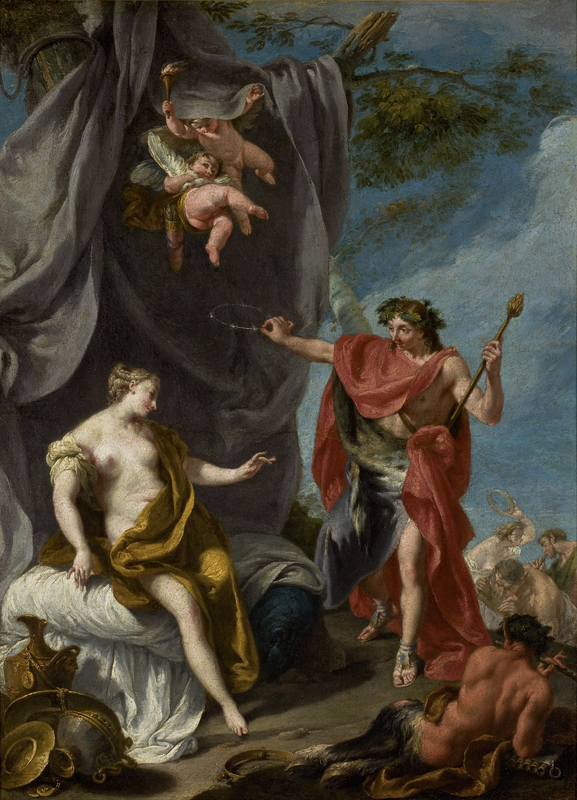
Bacchus et Ariane
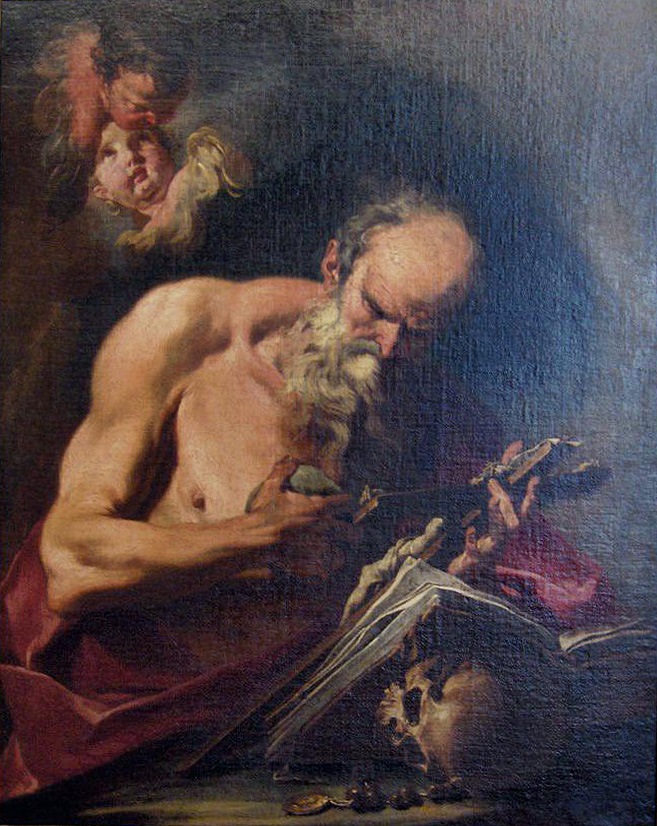
Saint Jérôme